# 殖民计划
《殖民计划》（也称《移民计划》），是光谱资讯于1996年发行的一款DOS下的结合模拟经营的即时战略游戏，其续作《殖民计划2》于2001年发布在Windows平台上。玩家在游戏中扮演“洲际邦联”的移民指挥官，带领地球上的第一批移民在外太空建立殖民城市。在游戏进行的过程中玩家需要妥善规划城市的建设、生产、开发、贸易等，还需要与电脑AI操纵的敌人竞争乃至战斗。游戏分为若干个关卡，玩家在时间限制内达到关卡的任务目标后即可过关。

## 剧情概要
游戏的背景设定在虚拟的星元纪年中。星元171年，地球上的人类分为“罗威尔帝国”和“洲际邦联”两大集团相互对抗。星元201年，人类发现距离地球4700光年的休曼星系中，存在除了没有氧气外条件适合人类居住的星球。两大集团因此各自展开了移民外星球的计划，并认为该计划将是决定这两大阵营存亡的关键。
在游戏中玩家扮演“洲际邦联”的指挥官，在每个关卡中前往指定的星球降落，并设法运用当地的资源成功建立一个移民城市。玩家只要在任务时限内达到邦联所设定的任务目标（如将城市人口提升到某一数值或摧毁帝国的行政中心），就算是成功完成该次任务，并将获得邦联授予的晋级和评价。
当玩家完成所有的给定任务后，将由联邦的“移民计划执行委员会”授予玩家最终的职务。根据玩家在任务中的表现不同，职务可能是联邦四院的顾问乃至洲际联邦的总主席。

## 游戏要素

游戏的主界面

### 生产建设
玩家在每一关开始的时候可以反复选择开始位置和随机生成游戏地图。确认地图之后可以建设各种建筑，生产或者提炼各种资源，以及生产单位。比较重要的资源有电力、金钱和金属。电力不足时建筑不会工作，长期负债甚至会造成游戏失败；金属不足时不能建筑和生产单位；而建造建筑时需要金属。建筑之间需要用管道或地板连接来供电，而各种提炼厂需邻接对应资源才可以获得最大产能。经济方面，主要是可以建造航空站来进行贸易，卖出多余的资源，以及买进紧缺的资源。由于即使建设航空站之后每2个月也只能交易一次，在资源可以自给自足之后需要建设仓库以避免仓库不够造成资源浪费。开采石油、核能等资源需耗费大量金钱，但是是发展经济和军事扩张的必要手段。在游戏开始时玩家通常无力建设高级的建筑。由于建设费用高昂而游戏中人口增长所增加的税收可以忽略不计，使得玩家严重依赖于星际贸易。在游戏开始时尽快开发邻近的资源，以及建设航空站发展星际贸易是防止玩家破产的唯一手段。在资金充裕之后玩家可以发展情报、科研和军事来达成任务目标。

### 战斗对抗
建设情报中心之后可以进行各种任务，例如窃取科技以补科研之不足，破坏敌方建筑，或者破坏敌方情报活动。情报经费不足时任务很容易失败。
可以建设研发中心来提高各种建筑和单位的性能，例如资源生产能力或者单位火力。游戏中各种科技名目繁多，但是没有文明那样科技树的概念。由于任务目标并非军事胜利，所以一般以非军事科技优先。科技研究的成果可以带入下一关。
玩家可以建设防卫塔来进行防御，也可以建设兵工厂来生产各种攻击和辅助单位。也可以建设修理厂来修复在战斗中受伤的单位。在摧毁敌方基地之后，敌方也会定时空降部队骚扰我方。

### 关卡设计
在玩家达到任务目标后结束任务，根据表现受到提升和授勋，在三次任务都完成之后游戏结束。如果我方行政中心被摧毁、资金连续三个月为负数或没有在时限内完成目标则任务失败结束游戏。
如果玩家在完成任务时，在军事、效率、市政或科技方面有突出的表现，则可能获得蓝钢、银光、金爵或光谱科技勋章。在成功完成所有任务结束后，将最终获得一个职位以对玩家的表现进行评价，最高的职位为“洲际邦联总主席”，其次为“洲际邦联的副主席”，在此以下则根据玩家的倾向在“政务院”、“教育院”、“军事院”或“科学院”中担任首席、委员或顾问（最低）职位。